# 永井優香
永井 優香（ながい ゆうか、英語: Yuka Nagai、1998年11月30日 - ）は、東京都出身の日本の元フィギュアスケート選手（女子シングル）。血液型はA型。
2015年スケートカナダ3位、2016年ババリアンオープン優勝。

## 経歴

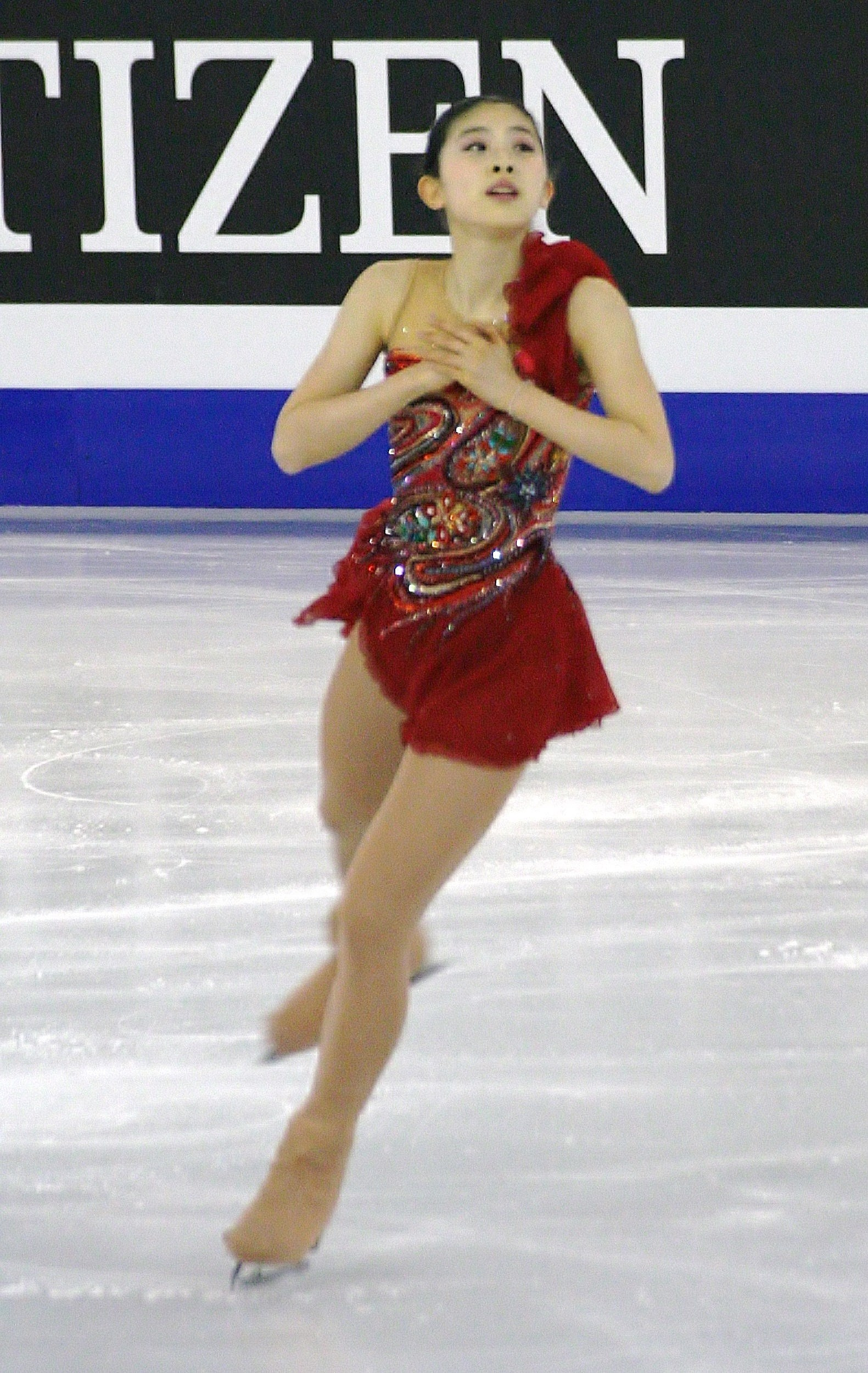
2014年JGPファイナル

桐朋女子中学校、駒場学園高等学校、早稲田大学社会科学部卒業。
2011-12シーズン、全日本ジュニア選手権にはじめて出場し18位となる。
2012-13シーズン、初戦のアジアフィギュア杯のジュニアクラスで3位に入った。このシーズンよりISUジュニアグランプリシリーズに初参戦し、JGPオーストリアに出場、8位となった。続く全日本ジュニア選手権では再び18位に終わった。
2013-14シーズン、JGPリガ杯に出場し8位となる。全日本ジュニア選手権では19位に終わった。
2014-15シーズン、JGPリュブリャナ杯で2位に入り、国際スケート連盟主催の公式競技会ではじめて表彰台に立つ。続くJGPメ～テレ杯でも2位に入り、初のJGPファイナルへ進出が決定する。全日本ジュニア選手権では樋口新葉、坂本花織に次いで3位に入り、同大会ではじめて表彰台に立った。初出場となったJGPファイナルでは、ショートプログラムで3位となるが、フリーではジャンプのミスが響き総合5位となった。初出場となった全日本選手権では4位に入り、2015年四大陸選手権と2015年世界ジュニア選手権の代表に選出された。はじめてのシニアの国際大会である四大陸選手権ではショートプログラムで7位につけるとフリーで自己ベストを更新し、総合6位となった。初出場となった世界ジュニア選手権ではショートプログラム、フリーともにジャンプのミス等もあり総合で7位となる。
2015-16シーズン、初戦のネペラ杯で6位となる。グランプリシリーズに参戦し、スケートカナダで銅メダルを獲得。続くロステレコム杯では8位につけた。全日本選手権では7位に入り、ババリアンオープンではシニアの国際大会で初めて優勝した。
2020-2021シーズン、東京選手権のSP終了後にこのシーズンを最後に引退することを表明した。引退後は大手損害保険会社に就職した。

## 技術・演技
アクセルを除く5種類のトリプルジャンプを跳ぶことができ、コンビネーションでは3回転トゥーループ-3回転トゥーループ、3回転ルッツ-3回転トゥーループ、2回転半アクセル-3回転トゥーループを成功させた。

## 主な戦績
| 大会/年              | 2011-12 | 12-13 | 13-14 | 14-15 | 15-16 | 16-17 | 17-18 | 18-19 | 19-20 | 20-21 |
| -------------------- | ------- | ----- | ----- | ----- | ----- | ----- | ----- | ----- | ----- | ----- |
| 四大陸選手権         |         |       |       | 6     |       |       |       |       |       |       |
| 全日本選手権         |         |       |       | 4     | 7     | 24    | 22    | 24    | 9     | 24    |
| GPフランス杯         |         |       |       |       |       | 10    |       |       |       |       |
| GPスケートカナダ     |         |       |       |       | 3     | 11    |       |       |       |       |
| GPロステレコム杯     |         |       |       |       | 8     |       |       |       |       |       |
| CSネペラ杯           |         |       |       |       | 6     |       |       |       |       |       |
| ババリアンオープン   |         |       |       |       | 1     |       |       |       |       |       |
| 世界Jr.選手権        |         |       |       | 7     |       |       |       |       |       |       |
| 全日本Jr.選手権      | 18      | 18    | 19    | 3     |       |       |       |       |       |       |
| JGPファイナル        |         |       |       | 5     |       |       |       |       |       |       |
| JGPメ～テレ杯        |         |       |       | 2     |       |       |       |       |       |       |
| JGPリュブリャナ杯    |         |       |       | 2     |       |       |       |       |       |       |
| JGPリガ杯            |         |       | 8     |       |       |       |       |       |       |       |
| JGPオーストリア      |         | 8     |       |       |       |       |       |       |       |       |
| アジアフィギュア杯   |         | 3 J   |       |       |       |       |       |       |       |       |
| トリグラフトロフィー | 3 N     |       |       |       |       |       |       |       |       |       |

### 詳細
| 2020-2021 シーズン    |                                              |          |          |           |
| 開催日                | 大会名                                       | SP       | FS       | 結果      |
| 2020年12月24日 - 27日 | 第89回全日本フィギュアスケート選手権（長野） | 18 58.99 | 24 87.95 | 24 146.94 |

| 2019-2020 シーズン    |                                              |         |           |          |
| 開催日                | 大会名                                       | SP      | FS        | 結果     |
| 2019年12月19日 - 22日 | 第88回全日本フィギュアスケート選手権（東京） | 8 64.78 | 12 109.10 | 9 173.88 |

| 2018-2019 シーズン    |                                              |          |          |           |
| 開催日                | 大会名                                       | SP       | FS       | 結果      |
| 2018年12月20日 - 24日 | 第87回全日本フィギュアスケート選手権（門真） | 24 49.59 | 24 78.88 | 24 128.47 |

| 2017-2018 シーズン    |                                              |          |          |           |
| 開催日                | 大会名                                       | SP       | FS       | 結果      |
| 2017年12月20日 - 24日 | 第86回全日本フィギュアスケート選手権（調布） | 20 55.25 | 24 97.01 | 22 152.26 |

| 2016-2017 シーズン    |                                                  |          |          |           |
| 開催日                | 大会名                                           | SP       | FS       | 結果      |
| 2016年12月22日 - 25日 | 第85回全日本フィギュアスケート選手権（門真）     | 19 53.23 | 24 78.17 | 24 131.40 |
| 2016年11月11日 - 13日 | ISUグランプリシリーズ フランス杯（パリ）         | 12 52.41 | 9 107.08 | 10 159.49 |
| 2016年10月27日 - 30日 | ISUグランプリシリーズ スケートカナダ（ミシサガ） | 11 40.39 | 7 107.17 | 11 147.56 |

| 2015-2016 シーズン       |                                                                        |         |          |          |
| 開催日                   | 大会名                                                                 | SP      | FS       | 結果     |
| 2016年2月17日 - 21日     | 2016年ババリアンオープン（オーベルストドルフ）                         | 1 65.42 | 1 120.51 | 1 185.93 |
| 2015年12月24日 - 27日    | 第84回全日本フィギュアスケート選手権（札幌）                           | 7 60.42 | 6 118.44 | 7 178.86 |
| 2015年11月20日 - 22日    | ISUグランプリシリーズ ロステレコム杯（モスクワ）                       | 9 53.19 | 6 106.43 | 8 159.62 |
| 2015年10月30日 - 11月1日 | ISUグランプリシリーズ スケートカナダ（レスブリッジ）                   | 2 63.35 | 7 109.57 | 3 172.92 |
| 2015年9月30日 - 10月4日  | ISUチャレンジャーシリーズ オンドレイネペラトロフィー（ブラチスラヴァ） | 6 56.74 | 5 108.43 | 6 165.17 |

| 2014-2015 シーズン    |                                                         |         |          |          |
| 開催日                | 大会名                                                  | SP      | FS       | 結果     |
| 2015年3月2日 - 8日    | 2015年世界ジュニアフィギュアスケート選手権（タリン）    | 6 56.93 | 7 107.00 | 7 163.93 |
| 2015年2月9日 - 15日   | 2015年四大陸フィギュアスケート選手権（ソウル）          | 7 56.94 | 8 111.15 | 6 168.09 |
| 2014年12月25日 - 28日 | 第83回全日本フィギュアスケート選手権（長野）            | 6 58.00 | 5 110.55 | 4 168.55 |
| 2014年12月11日 - 14日 | 2014/2015 ISUジュニアグランプリファイナル（バルセロナ） | 3 62.99 | 5 109.35 | 5 172.34 |
| 2014年11月22日 - 24日 | 第83回全日本フィギュアスケートジュニア選手権（新潟）    | 2 61.49 | 4 107.25 | 3 168.74 |
| 2014年9月11日 - 14日  | ISUジュニアグランプリ メ～テレ杯（長久手）              | 5 52.95 | 2 108.70 | 2 161.65 |
| 2014年8月28日 - 30日  | ISUジュニアグランプリ リュブリャナ杯（リュブリャナ）    | 2 58.92 | 2 105.50 | 2 164.42 |

| 2013-2014 シーズン     |                                                        |          |          |           |
| 開催日                 | 大会名                                                 | SP       | FS       | 結果      |
| 2012年11月22日 - 24日  | 第82回全日本フィギュアスケートジュニア選手権（名古屋） | 24 40.54 | 17 85.43 | 19 125.97 |
| 2013年8月27日 - 9月1日 | ISUジュニアグランプリ リガ杯（リガ）                   | 9 46.87  | 10 84.81 | 8 131.68  |

| 2012-2013 シーズン    |                                                        |          |          |           |
| 開催日                | 大会名                                                 | SP       | FS       | 結果      |
| 2012年11月16日 - 18日 | 第81回全日本フィギュアスケートジュニア選手権（西東京） | 12 46.72 | 18 78.35 | 18 125.07 |
| 2012年9月12日 - 16日  | ISUジュニアグランプリ オーストリア（リンツ）           | 8 47.66  | 7 88.14  | 8 135.80  |
| 2012年8月7日 - 12日   | 2012年アジアフィギュア杯 ジュニアクラス（台北）        | 3 47.84  | 3 85.06  | 3 132.90  |

| 2011-2012 シーズン    |                                                           |          |          |           |
| 開催日                | 大会名                                                    | SP       | FS       | 結果      |
| 2012年4月4日 - 8日    | 2012年トリグラフトロフィー ノービスクラス（イェセニツェ） | 3 34.04  | 3 64.71  | 3 98.75   |
| 2011年11月25日 - 27日 | 第80回全日本フィギュアスケートジュニア選手権（八戸）      | 13 43.86 | 18 74.22 | 18 118.08 |

## プログラム使用曲
| シーズン  | SP | FS | EX                           |
| --------- | --- | --- | ---------------------------- |
| 2020-2021 | エリザベート 振付：鈴木明子                                                                                     | エデンの東 作曲：リー・ホールドリッジ 振付：宮本賢二                                                                      |                              |
| 2019-2020 | ドラマ『白夜行』(2006年)より 「白夜を行く」 作曲：河野伸 振付：鈴木明子                                         | アディオス・ノニーノ 作曲：アストル・ピアソラ 振付：宮本賢二                                                              |                              |
| 2018-2019 | リバーダンス 作曲：ビル・ウィーラン 振付：佐藤操                                                                | バレエ『シンデレラ』より 作曲：セルゲイ・プロコフィエフ 振付：鈴木明子                                                    |                              |
| 2017-2018 | ミュージカル『レ・ミゼラブル』より 作曲：クロード＝ミシェル・シェーンベルク 振付：太田由希奈                    | ミュージカル『オペラ座の怪人』より 作曲：アンドルー・ロイド・ウェバー 振付：鈴木明子                                      |                              |
| 2016-2017 | ヴァイオリンと管弦楽のためのファンタジア 映画『ラヴェンダーの咲く庭で』より 作曲：ナイジェル・ヘス 振付：関徳武 | The Ludlows 映画『レジェンド・オブ・フォール/果てしなき想い』より 作曲：ジェームズ・ホーナー 振付：シェイ＝リーン・ボーン |                              |
| 2015-2016 | 歌劇『蝶々夫人』より 作曲：ジャコモ・プッチーニ 振付：宮本賢二                                                  | オーガスト・ラプソディ 映画『奇跡のシンフォニー』より 振付：シェイ＝リーン・ボーン                                        | Skinny Love 演奏：バーディー |
| 2014-2015 | エデンの東 作曲：リー・ホールドリッジ 振付：シェイ＝リーン・ボーン                                              | 序奏とロンド・カプリチオーソ 作曲：カミーユ・サン＝サーンス 振付：関徳武                                                  | Skinny Love 演奏：バーディー |
| 2013-2014 | ヴァイオリン協奏曲 作曲：ピョートル・チャイコフスキー 振付：関徳武                                              | ヴァイオリン・ミューズ 作曲：ヨハン・ゼバスティアン・バッハ 振付：関徳武                                                  |                              |
| 2012-2013 | 愛の夢 作曲：フランツ・リスト 振付：関徳武                                                                      | だったん人の踊り 作曲：アレクサンドル・ボロディン 振付：関徳武                                                            |                              |